# كيرك دبليو ديلارد
كيرك دبليو ديلارد (بالإنجليزية: Kirk W. Dillard) (و. 1955 – م) هو سياسي من الولايات المتحدة الأمريكية .